# Давньоруська архітектура

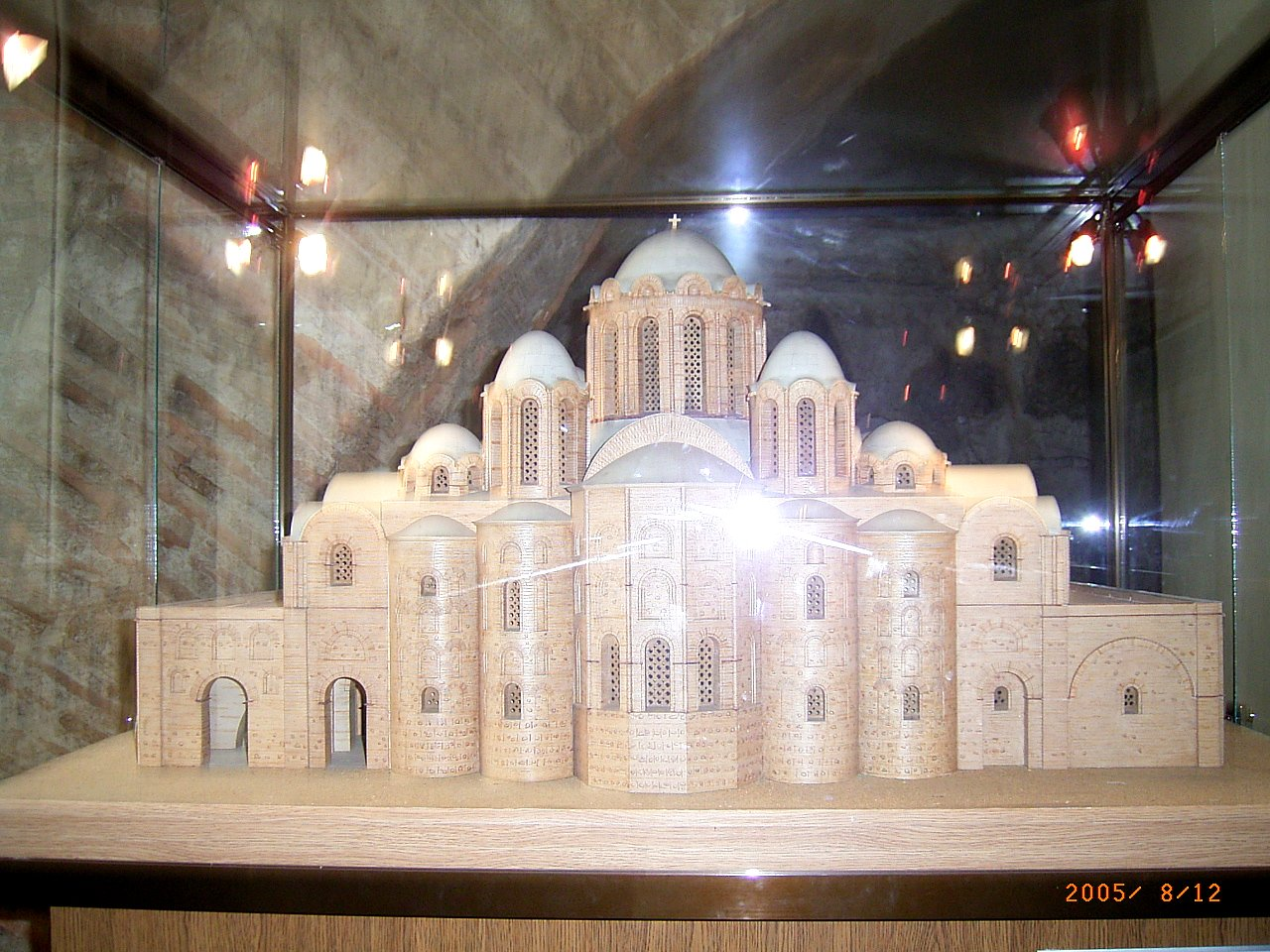
Софійський собор у Києві

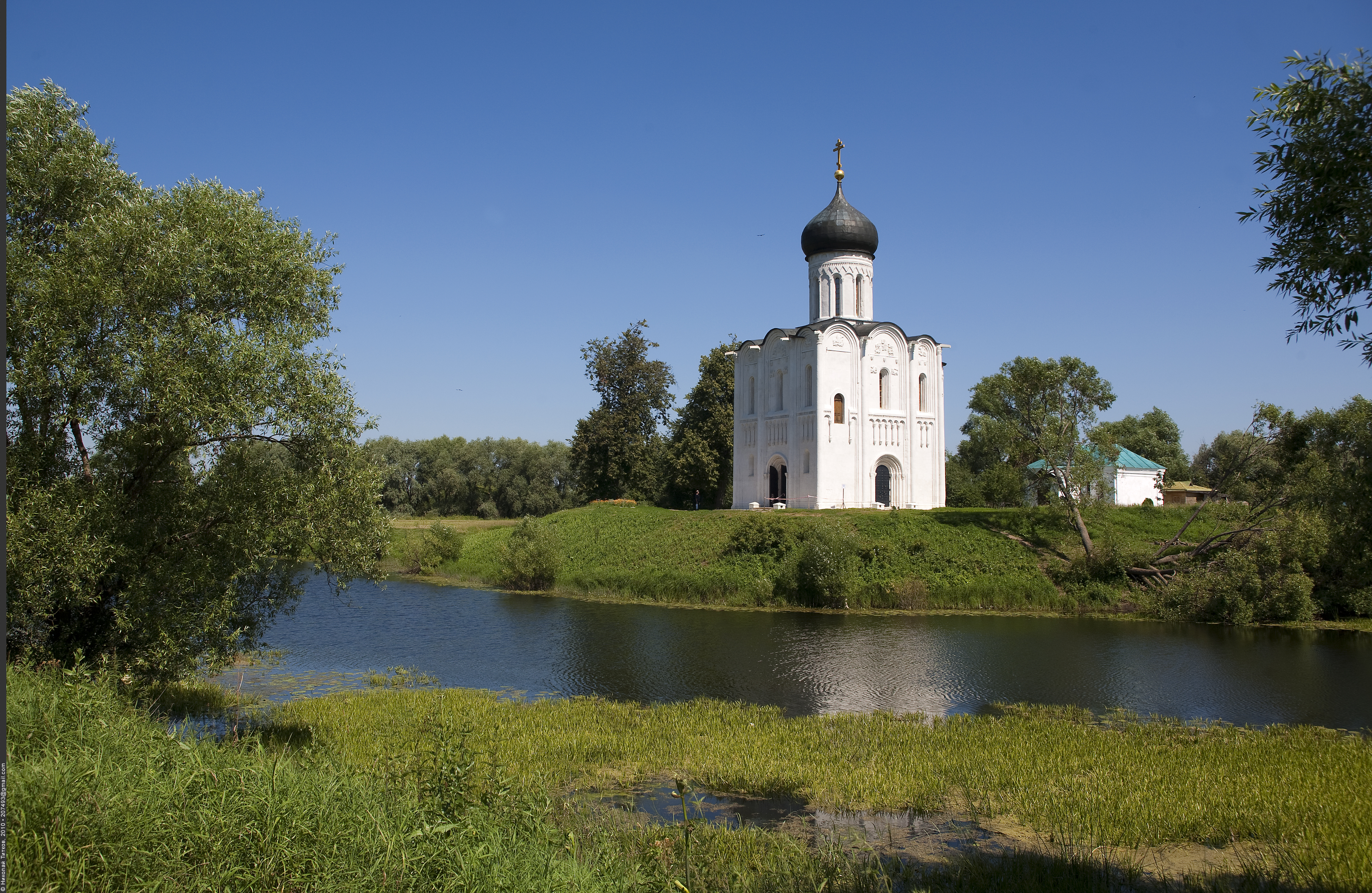
Церква Покрова на Нерлі (Покров на Нерлі, XII століття) — видатний пам'ятник володимиро-суздальської школи зодчества

Давньоруська архітектура — архітектурний стиль, який набув поширення в руських князівствах з моменту зародження Київської Русі  в IX столітті  і до Монгольської навали.
До кінця X століття на Русі не було монументального кам'яного зодчества, але існували багаті традиції дерев'яного будівництва, деякі форми якого вплинули згодом на кам'яну архітектуру. Значні навички в області дерев'яного зодчества зумовили швидкий розвиток кам'яної архітектури та її своєрідність. Після прийняття християнства починається зведення кам'яних храмів, принципи будівництва яких були запозичені з Візантії. Викликані до Києва візантійські зодчі передали руським майстрам великий досвід будівельної культури Візантії.
Великі церкви Київської Русі, побудовані після прийняття Християнства в 988 році, були першими прикладами монументальної архітектури в східнослов'янських землях. Архітектурний стиль Руської держави утвердився під впливом візантійського. Ранні православні церкви були головним чином зроблені з дерева.
Першою кам'яною церквою Київської Русі була Десятинна церква в Києві, будівництво якої відносять до 989 року. Церкву будували як кафедральний собор неподалік від княжого терема. У першій половині XII століття церква була відремонтована зі значною перебудовою. У цей час був повністю перебудований південно-західний кут храму, перед західним фасадом з'явився потужний пілон, що підпирає стіну. Ці заходи, найімовірніше, були відновленням храму після часткового обвалу внаслідок землетрусу.
Софійський собор в Києві, побудований в XI столітті, є однією з найзначніших архітектурних споруд цього періоду. Спочатку Софійський собор являв собою п'ятинефний хрестово-купольний храм з 13 главами. З трьох сторін він був оточений двох'ярусною галереєю, а зовні — ширшою одноярусною. Собор будували константинопольські будівельники за участю київських майстрів. На межі XVII-XVIII століть був зовні перебудований в стилі українського бароко. Храм внесений до списку  Всесвітньої спадщини ЮНЕСКО.